# All My Trials
«All My Trials» es una canción folk usada durante los movimientos de protesta social en las décadas de 1950 y 1960, basada en una nana de origen bahameño que relata la historia de una madre en su lecho de muerte consolando a su hija: «Hush little baby, don't you cry, you know your mama's bound to die» (lo cual puede traducirse al español como: «Pequeña, no llores, sabes que tu mamá está destinada a morir»), y acaba explicando: «All my trials, Lord, soon be over» (en español: «Todas mis tribulaciones, Señor, pronto habrán acabado»). El mensaje impulsó la canción al estatus de himno, siendo grabada por una amplia variedad de artistas.
La canción es generalmente clasificada como espiritual debido a las imágenes bíblicas y religiosas, con referencias al «Señor», a «un pequeño libro» con el mensaje de «libertad, hermandad, religión, paraíso» y el «Árbol de la Vida» esperando tras los duros viajes, referidos en la canción como «juicios». Incluye también una alegoría del río Jordán, cuyo cruce representa la experiencia cristiana de muerte como en los siguientes términos: «Chills the body but not the soul» (en español: «Enfría el cuerpo pero no el alma»). La alegoría del río y la muerte fue popularizada por John Bunyan en The Pilgrim's Progress. 

## Versiones
- La canción fue grabada por un gran número de artistas folk, incluyendo Pete Seeger, Anita Carter, Joan Baez, The Seekers, Harry Belafonte, Peter, Paul and Mary y Ray Stevens.
- Nick Drake y Gabrielle Drake cantaron la canción en un dúo.
- Otra versión de la canción, titulada «All My Sorrows», fue popularizada por The Kingston Trio y grabada en 1959. The Shadows grabaron «All My Sorrows» en 1961.
- Un fragmento de la canción es usada en «An American Trilogy», también grabada por Elvis Presley.
- The Kelly Family incluyó la canción en el álbum de 1981 Wonderful World.
- Lindsey Buckingham hizo su propia versión de «All My Sorrows», titulada «All My Sorrow», en su álbum de 1992 Out of the Cradle.

### Versión de Paul McCartney
«All My Trials» fue versionada por el músico británico Paul McCartney y publicada como sencillo en 1990, con la canción «C Moon» como cara B. La canción fue grabada en directo el 27 de octubre de 1989 durante la gira de promoción del álbum Flowers in the Dirt. 
El sencillo fue publicado en cuatro versiones: dos en formato vinilo, de 7" y 12 pulgadas, y otras dos en formato CD. La edición en vinilo de 7" incluyó «All My Trials» en la cara A y «C Moon» en la cara B. Sin embargo, la primera edición en CD y la versión en vinilo de 12" incluyeron una versión en directo de «Mull of Kintyre», interpretada en directo el 23 de junio de 1990 en Glasgow, Escocia, así como una versión en directo de «Put It There».
La segunda edición en formato CD incluye las canciones del sencillo de 7" y un medley titulado «John Lennon Medley», con las canciones «Strawberry Fields Forever», «Help!» y «Give Peace a Chance», interpretado por McCartney el 28 de junio de 1990 en un concierto ofrecido en Liverpool, Inglaterra.
«All My Trials» alcanzó el puesto 35 en la lista británica UK Singles Chart.